# Daisuki
Daisuki è stato un sito web giapponese che offriva contenuti anime in streaming e che è stato fondato nel 2013 dalla Asatsu-DK insieme ad altre sei aziende specializzate nel settore: Toei Animation, Aniplex, Sunrise, TMS Entertainment, Nihon Ad Systems e Dentsu.
Daisuki era gestito da Anime Consortium Japan, una joint venture basata su anime finanziata da Asatsu-DK, Bandai Namco, il Cool Japan   Fund e diversi studi di anime giapponesi, ed era gestita da Bandai Namco.
Il servizio è stato chiuso il 31 ottobre 2017 alle 11:59 UTC+9, tuttavia il servizio ha continuato a trasmettere Dragon Ball Super fino al 22 febbraio 2018.

## Contenuti
Tra le prime serie trasmesse sono state incluse Sword Art Online, Puella Magi Madoka Magica, Tenisu no ōjisama - Zenkoku taikai hen, Le nuove avventure di Lupin III, Mobile Suit Z Gundam e Mobile Suit Gundam SEED.

## Storia
Il sito doveva essere aperto nell'aprile 2013, ma più tardi il lancio fu rimandato al 16 maggio dello stesso anno. Inizialmente i servizi media erano limitati allo streaming sul web, ma già era sta programmata una futura espansione sui dispositivi mobili, così come sulle console PlayStation 3 ed Xbox 360. Nell'ottobre 2013 infatti è stata pubblicata un'applicazione per iPad, seguita poi nel febbraio 2014 da un'altra per iPhone.

## Operazione
Fondata il 17 ottobre 2012, Daisuki Inc. era una joint venture tra Asatsu-DK e sei principali studi di anime. I sostenitori dell'impresa da quote iniziali di azionisti sono stati divisi con quote di minoranza tra tutti i finanziatori. Il maggiore azionista di minoranza è asatsu-dk con 121.000.000 di yen per una partecipazione del 26.3%; Toei Animation, aniplex, Sunrise, TMS Entertainment e Nihon Ad Systems hanno ciascuno un investimento di 61.700.000 yen per il 13.4% di azioni. dentsu ha investito 30.000.000 di yen per una quota del 6,5%. Tuttavia, il suo capitale al momento del lancio è stato notato in 229.750.000 yen. L'amministratore delegato era Kunihiko Shibata.
In un'intervista con Japanator, è stato annunciato che le versioni su Daisuki sarebbero uscite in tutto il mondo senza restrizioni di area tranne che in casi di diritti esclusivi concessi in licenza da altre società.
Daisuki Inc, è stato piegato nel 2014 e sostituito da Anime Consortium Japan (ACJ), che ha rilevato l'operazione del sito Daisuki.net. Gli azionisti iniziali di ACJ comprendevano Bandai Namco Holding inc., Asatsu-DK inc., Aniplex inc., Cool Japan Fund, Toei Animation, Sunrise, TMS Entertainment, Nihon Ad Systems e Dentsu Inc. Nel 2015 sono stati raggiunti da Kodansha, Shueisha, Shogakukan, Kadokawa, Bushiroad Inc. e Good Smile Company. Shin Unozawa, vice presidente esecutivo di Bandai Namco Entertainment, è presidente e rappresentante di ACJ. Nel marzo 2017, Bandai Namco ha acquistato l'intero Anime Consortium Japan per 2,1 miliardi di yen.
Il 1º agosto 2017, Daisuki ha rilasciato una dichiarazione in cui annunciava la chiusura delle proprie operazioni in vigore dal 31 ottobre 2017. Il servizio è stato infine sospeso il 31 ottobre 2017 alle 11:59 JST; nonostante ciò, il servizio ha continuato a trasmettere Dragon Ball Super fino al 22 febbraio 2018.